# Roman Schwaller
Roman Schwaller (Frauenfeld, 18 januari 1957) is een Zwitserse jazzsaxofonist, -componist, orkestleider en hoogleraar.

## Biografie
Schwaller nam in mei 1977 contact op met lokale jazzmuzikanten in München. Er volgde een eerste live radioproductie tijdens de rekruteringsschool als jongste deelnemer aan het Jazz-Live Trio op de Zwitserse radio DRS 2 in oktober 1977. Hij gaf zijn eerste professionele concerten in Duitsland met Dusko Goykovich, Klaus Weiss, Frank St. Peter en Joe Haider.
In 1978 had Schwaller zijn eerste platenproductie met het Klaus Weiss Quintet met Mal Waldron. In 1979 volgde een verblijf van zes maanden in New York met de opname van het eerste album onder zijn eigen naam met Don Friedman en Marc Johnson. Van 1979 tot 1989 was hij lid van het Vienna Art Orchestra, met wie hij tournees over de hele wereld voltooide. Sinds 1980 speelt hij in bands onder zijn eigen naam. In 1983 richtte hij zijn kwartet op met Thomas Stabenow, met wie hij nog steeds nauwe muzikale banden onderhoudt, pianist Paul Grabowsky en drummer Joris Dudli. In 1985 en 1987 was hij lid van Three Generations of Tenor Saxophones met de tenorgiganten Johnny Griffin en Sal Nistico. Van 1990 tot maart 1993 was hij de eerste tenorsaxofonist in de Big Band van de Norddeutscher Rundfunk in Hamburg en is sinds april 1993 freelance jazzmuzikant. Sindsdien speelde hij in het kwartet met pianist Oliver Kent, bassist Thomas Stabenow, drummer Mario Gonzi (en sextet met trompettist Derrick Gardner) en trombonist Adrian Mears (zelfde ritmesectie).
Als gastsolist speelde hij in de orkesten van Radio DRS, EBU Big Band (Stockholm) 1983, NDR Hamburg, hr-Bigband, Metropole Orkest (Radio Hilversum), Al Porcino Big Band, Harald Rüschenbaum Big Band, Paul Kuhn Big Band en het Sunday Night Orchestra (Neurenberg/Keulen). In het voorjaar van 1999 ging Schwaller op tournee door Europa met het Count Basie Orchestra onder leiding van Grover Mitchell en The New York Voices. Hij is de initiatiefnemer en was van 1998 tot 2016 artistiek leider en festivaldirecteur van het Generations - International Jazz Festival Frauenfeld. In december 2000 ontving hij een opdracht van de Zwitserse culturele stichting Pro Helvetia voor het nonet-project The Original Tunes. In 2005 was er een productie en tournee met "Schwaller-Eckinger-Cobb ... speel het Billie Holiday Songbook" en een tournee met het Roman Schwaller Sextet - "The Thurgovian Suite". In 2007 volgde het programma "Further Expectations" met een cd-publicatie bij TCB Records - The Montreux Label. Hij is sinds 2015 lid van de Thomas Gansch Big Band.
Schwaller speelde o.a. met Dizzy Gillespie, Carla Bley, Mel Lewis, Connexion Latina, Munich Saxophone Family, Thomas Stabenow, Mal Waldron, Horace Parlan, Don Friedman, Johnny Griffin, Sal Nistico, Jimmy Cobb, Joe Pass, Benny Bailey, Buster Williams, Conte Candoli, Billy Brooks, Isla Eckinger, Charly Antolini, Art Farmer, Thad Jones, Harry "Sweets" Edison, Jimmy Woode, Vladislav Sendecki, Mark Murphy, Daniel Humair, Ferdinand Povel, Alvin Queen, George Gruntz, Franco Ambrosetti, Red Holloway, Steve Swallow, Attila Zoller, Aladar Pege, Walter Norris, Fritz Pauer, Herb Geller, Lex Jasper, Joachim Kühn, Alex Riel, Butch Miles, Benny Golson, George Mraz, Adam Nussbaum en Lewis Nash. In 1985 ontving Schwaller de culturele promotieprijs van de hoofdstad München, in 1987 de "Ster van het Jaar" van de avondkrant München en in 1990 de cultuurprijs van het kanton Thurgau. Van 2008 tot 2018 was Schwaller hoogleraar aan de universiteit, afdelingshoofd en hoofd van de opleiding aan de conservatorium van Wenen en, nadat hij was omgedoopt tot muziek- en kunstuniversiteit van de stad Wenen. Het is te horen op 67 platen en cd's.

## Discografie
- 1978: Child's Prayer, Klaus Weiss Quintet, MRC/ EMI
- 1979: On Tour, Klaus Weiss Quintet, Calig
- 1979: Roman Schwaller Quartet, Four Leaf Clover
- 1979: Tango From Obango, Wiener Art Orchester, Art Records
- 1984: The Bizarre Is Open, Roman Schwaller Jazzquartet, JPV/ Pläne
- 1987: Live In Vienna, Roman Schwaller Jazzquartet featuring Mel Lewis, Bassic Sound
- 1990: Clubdate, Roman Schwaller Jazzquartet, Jazz4Ever Records
- 1995: Joe Baudisch and Friends, Kagerer-Schwaller-Stabenow-Baudisch, Acoustic
- 1995: Welcome Back From Outer Space, The New Roman Schwaller Jazzquartet, JHM
- 1997: Basic Instinct, Grooveyard meets Red Holloway, Houston Person en Roman Schwaller, Organic
- 1997: Joe Baudisch Presents The Meeting Of Two Tenors, met Johannes Enders, Acoustic
- 1997: Three Generations Of Tenorsax, Johnny Griffin-Sal Nistico-Roman Schwaller, JHM, opgenomen 1985
- 1999: Live At The Nachtcafé Munich, Roman Schwaller Jazzquartet featuring Jimmy Cobb, Bassic Sound
- 2002: The Original Tunes, Roman Schwaller Nonet, JHM
- 2006: The Thurgovian Suite, Roman Schwaller Sextet, TCB Records
- 2008: Further Expectations, Roman Schwaller Sextet, TCB Records

- Gemeinsame Normdatei: 13451730X
- International Standard Name Identifier: 0000 0000 5570 943X
- Library of Congress Control Number: no98106014
- MusicBrainz: cb82927e-388c-47e9-af8b-511a7bbbf0c2
- Virtual International Authority File: 79655220
- WorldCat: E39PBJkMKtQYMcHh7BcK7rhrbd